# Campeonato Uruguayo de Fútbol Femenino 2005
El Campeonato Uruguayo de Fútbol Femenino 2005 fue la novena edición del Campeonato Uruguayo de Fútbol Femenino. 
El torneo consistió en un campeonato a dos ruedas de todos contra todos, coronándose campeón el Rampla Juniors Fútbol Club por quinta vez consecutiva.

## Equipos participantes

### Datos de los equipos
| Club           | Ciudad      | Estadio | Capacidad | Fundación               | Temporadas | Temp. Consecutivas | Títulos | Subtítulos | 2004 |
| -------------- | ----------- | ------- | --------- | ----------------------- | ---------- | ------------------ | ------- | ---------- | ---- |
| Cerro Largo    | Cerro Largo | -       | -         | 19 de noviembre de 2002 | 1          | 1                  | —       | —          | -°   |
| Fénix          | Montevideo  | -       | -         | 7 de julio de 1916      | 1          | 1                  | —       | —          | -°   |
| Huracán        | Montevideo  | -       | -         | 1 de agosto de 1954     | 2          | 1                  | —       | 1          | 2°   |
| INAU           | Montevideo  | -       | -         | -                       | —          | —                  | —       | —          | —    |
| Racing         | Montevideo  | -       | -         | 6 de abril de 1919      | 3          | 3                  | —       | —          | -°   |
| Rampla Juniors | Montevideo  | -       | -         | 7 de enero de 1914      | 8          | 8                  | 6       | 2          | 1°   |
| Rentistas      | Montevideo  | -       | -         | 26 de marzo de 1933     | 5          | 3                  | —       | —          | -°   |
| UdelaR         | Montevideo  | -       | -         | -                       | —          | —                  | —       | —          | —    |

Notas: Los datos estadísticos corresponden a los campeonatos uruguayos oficiales. Las fechas de fundación de los equipos son las declaradas por los propios clubes implicados. La columna «Estadio» refleja el estadio donde el equipo más veces oficia de local en sus partidos, pero no indica que sea su propietario. Véase también: Estadios de fútbol de Uruguay.

## Tabla de posiciones
| Uruguay                                          |
| Campeón Uruguayo 2005 Rampla Juniors 7.mo título |